# Пальмов Віктор Никандрович
Ві́ктор Ника́ндрович Па́льмов (29 вересня (10 жовтня) 1888, Самара — 7 липня 1929, Київ) — український авангардний живописець-футурист.

## Біографічні відомості
Народився 29 вересня (10 жовтня) 1888 року в місті Самара. Навчався у Пензенській художній школі. З 1911 по 1914 року навчався у Московському училищі живопису, скульптури, архітектури в майстерні К. А. Коровіна. В 1914 потрапив на фронт I світової війни де перебував аж до революції 1917 р. З 1918—1919 викладав графічні мистецтва у м. Нікольск-Усурійську. У 1919 р. з ініціативи Давіда Бурлюка переїхав до міста Владивосток, де він малював декорації для театрів та співпрацював з місцевим журналом «Творчість» (1920 р.). Брав участь в діяльності об'єднань «Зелена кішка» в Хабаровську (1919—1920). В 1920—1921 роках разом з Давидом Бурлюком подорожував по Японії. 1922 повернувся до Москви, де влаштував персональну виставку, яка була критично сприйнята аудиторією. В 1923—1929 роках  — професор Київського художнього інституту. У 1923—1924 член ЛЕФу (Лівий фронт мистцтва). Член Асоціації революційних митців України (АРМУ). У 1927 році вийшов із АРМУ та став співзасновником Об'єднання сучасних митців України (ОСМУ). Учасник Всеукраїнської ювілейної виставки, присвяченої 10-річчю Жовтня (1927—1928, пересувна по містах України), XVI міжнародної виставки мистецтв у Венеції (1928), 2-ї Всеукраїнської художньої виставки Наркомосу УСРР (1929, пересувна по містах України).
Помер в результаті невдалої операції 17 липня 1929 року. Похований в Києві на Лук'янівському цвинтарі (ділянка № 1, ряд 8, місце 10).
Творчість Віктора Пальмова знаходиться в багатьох музейних зібраннях: в Державній Третьяковській галереї, Національному художньому музеї України в Києві, Пермській державній художній галереї, Читинському обласному краєзнавчому музеї ім. А. К. Кузнєцова та інших.

## Творчість
Розроблена художником концепція «кольоропису» остаточно оформилась саме в київський період творчості майстра (1925—1929 рр.). Віктор Пальмов прагне змінити орієнтири мистецтва у бік спонтанності, несподіваності, щоб акцентувати увагу на унікальності моменту сприйняття та уявлення. Для цього він спочатку заповнює живописну основу кольоровими плямами, а вже потім малює фігуративні зображення, які відповідають їхньому психоемоційному настрою. Тобто він відштовхувався від імпровізації, а не попередньо підготовлених розробок, покладаючись під час творчої роботи на власні відчуття, уяву та асоціації, що підказували, в якому напрямі слід рухатися із фігуративним сюжетом. Як зазначав сам В. Пальмов, «…мене цікавить кольоровий вислів, то я пробую свій тематичний побудник з'ясувати собі в кольорі, а потім вже в вигляді додаткового засобу впливу, заходитись біля вислову речі. Коли в цьому мені щастить, уявлюваний кольоровий вплив відповідає тематиці завдання, — я починаю його розробляти в матеріалі фарб».
Однією з особливостей творчої діяльності В. Пальмова став не тільки практичний пошук нової стилістики, а і її теоретичне обґрунтування. Новизна і незвичність нового мистецтва потребували пояснень для глядацької аудиторії та художньої критики. Важливим підґрунтям дослідницького аналізу «кольоропису» стали статті самого Пальмова, які були надруковані у журналі «Нова генерація» і мали стати повноцінною брошурою про своєрідний метод митця. Головною задачею публікацій Віктора Никандровича стало пояснення власної художньої концепції, що наближає їх специфіку до теоретичного доробку інших художників-новаторів першої третини XX ст. — О. Богомазова, К. Малевича та ін. Починаючи свої теоретичні нотатки з аналізу еволюції виражальних засобів «кольору» в станковій картині, Пальмов зупиняється на здобутках у цьому напрямку представників імпресіонізму, кубізму, футуризму.
Суть «кольоропису» полягала в наголошенні, що кольору надають другорядне значення. Для нього колір визначав все, а сюжет про доповнював функціональність кольору.

## Твори
- «Кузня» (1923).
- «Каменярі», «Мати з дитиною», «На селі» (1927).
- «1-е Травня» (1929).
- «В селі. Об'їжджають коня.» 1927.
- "За владу Рад! "1927.
- «Циганка.» 1919—1920.
- «Дачник». 1920.
- "Жінка. "1927.
- «Побачення». 1926.
- «Зміна.» 1927.

## Галерея

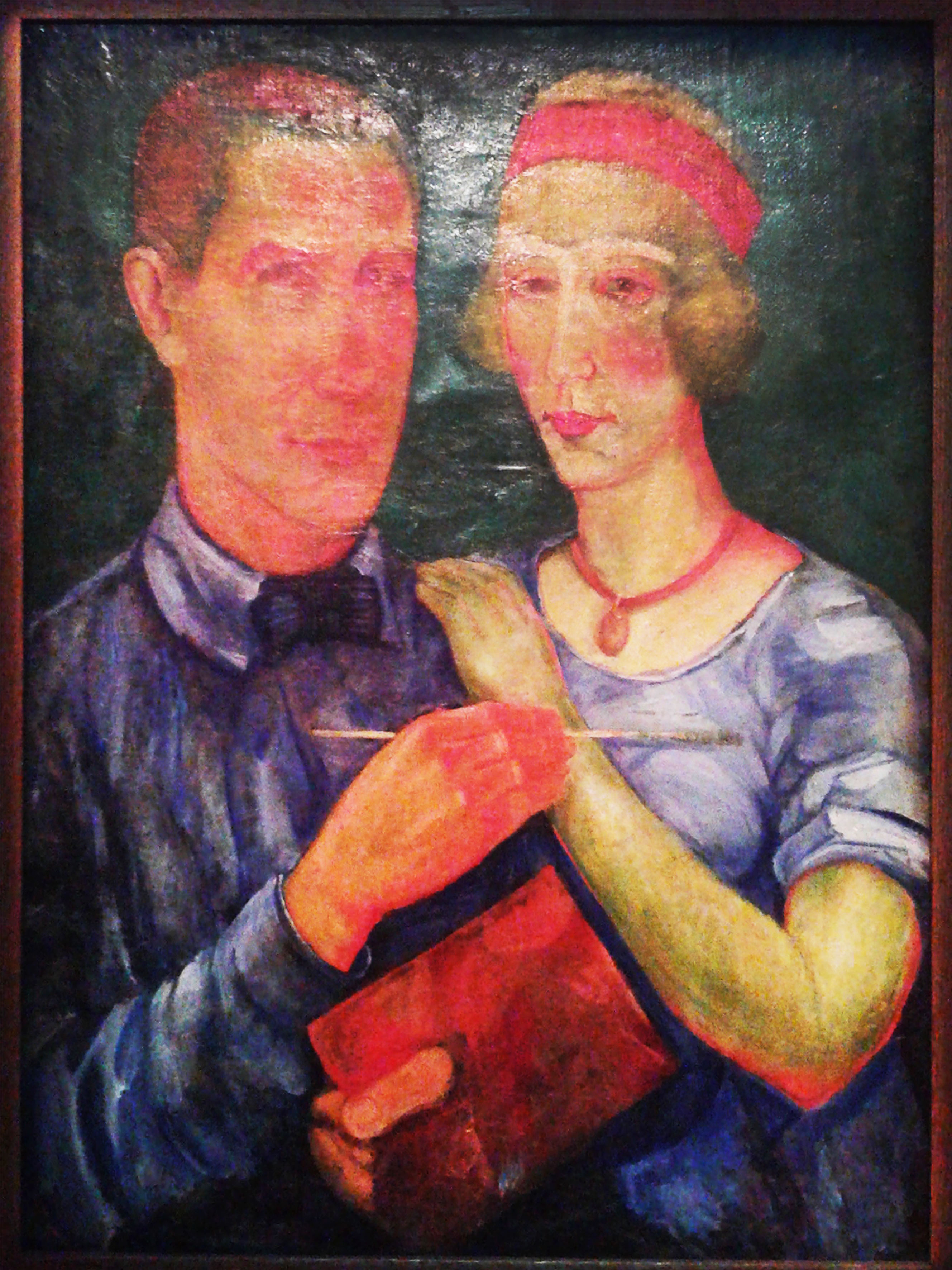
«Портрет із дружиною». Колекція І.Диченка
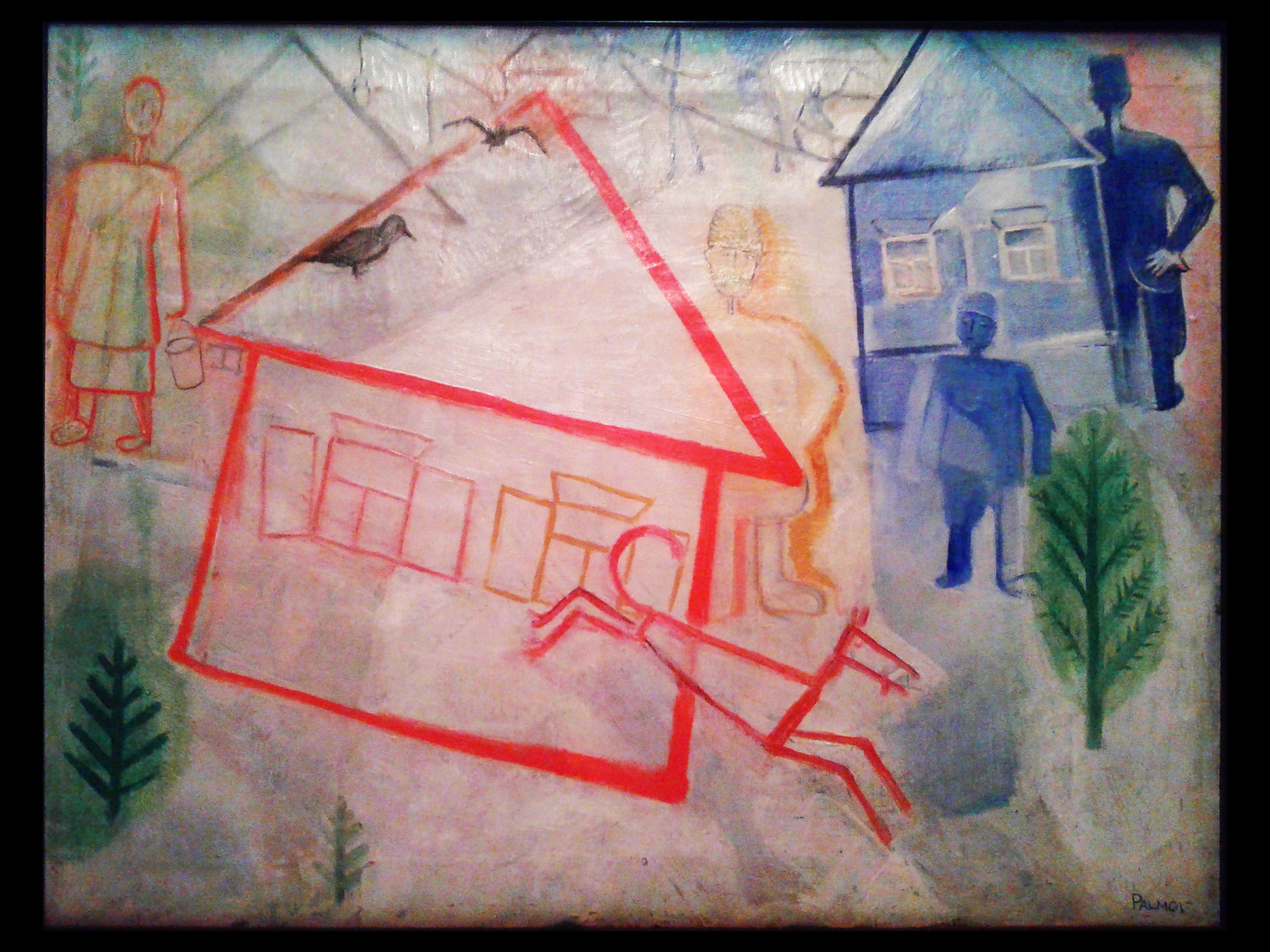
«Українське село взимку» (Зелений Клин), 1919-1920
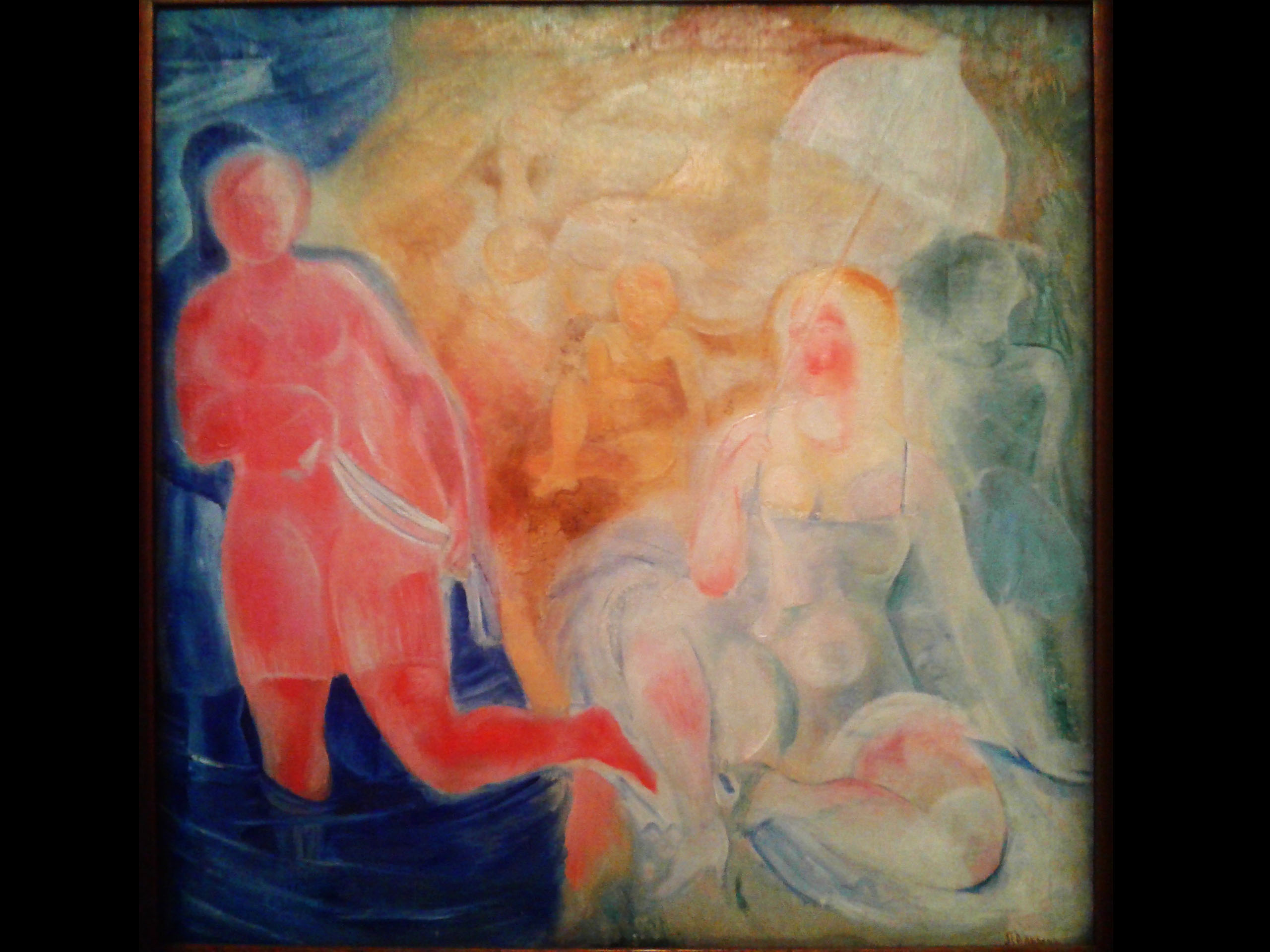
«Пляж»
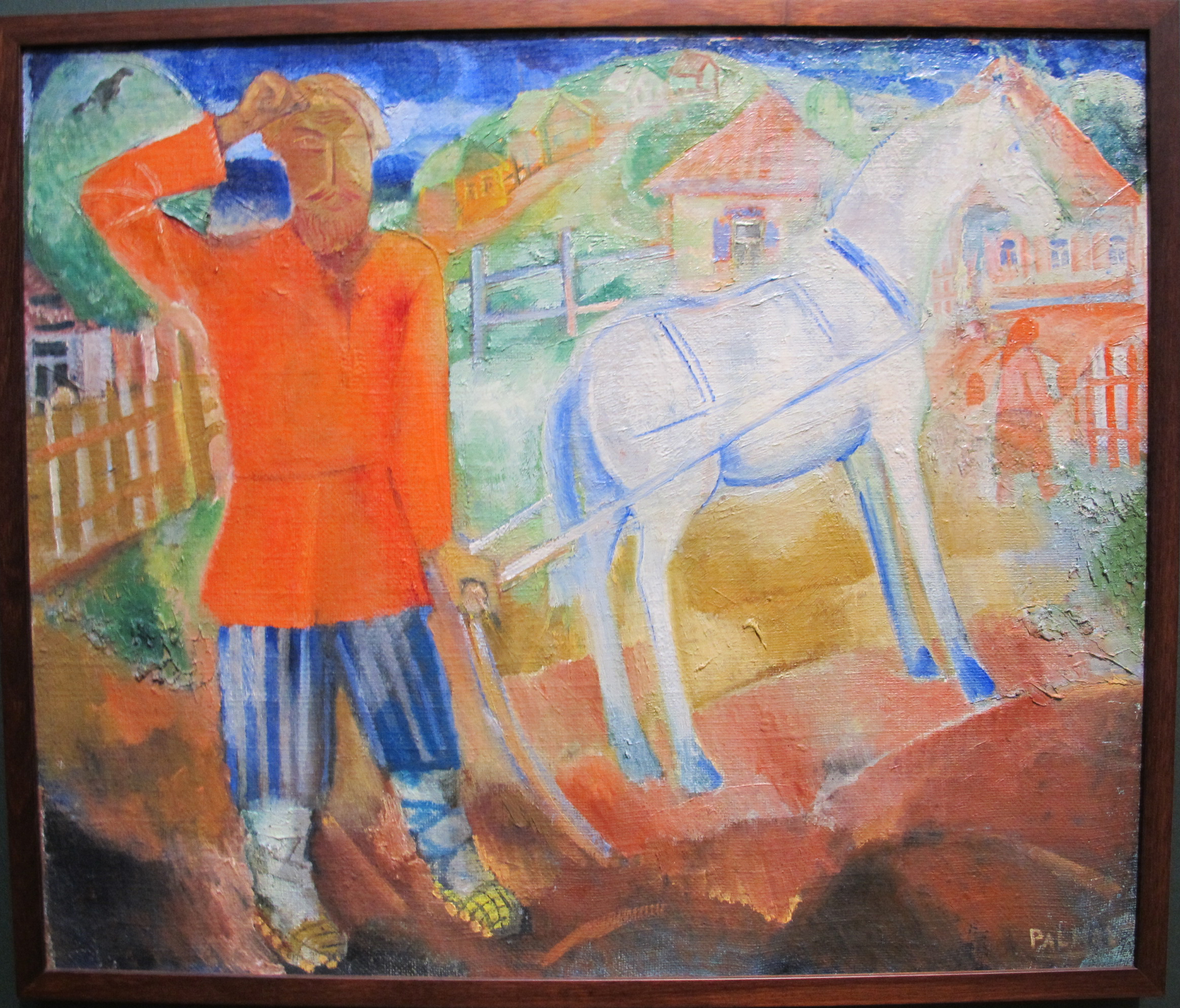